# Sonja Bašić
Sonja Bašić (født 26. november 1987 i Zagreb) er en kroatisk håndboldspiller, som spiller for Nantes Loire Atlantique Handball og Kroatiens håndboldlandshold.